# Club de Futbol Joventut Mollerussa
Maillots
Le Club de Futbol Joventut Mollerussa est un club de football créé en 30 avril 1930 et basé à Mollerussa en Espagne. Le club joue actuellement en Segona Territorial Catalana.

## Historique
Le club évolue une saison en Segunda División (D2) et quatre saisons en Segunda División B (D3).

## Bilan saison par saison
| Saison    | Division                        | Place | Coupe du Roi |
| --------- | ------------------------------- | ----- | ------------ |
| 1930-1983 | Divisions régionales            | -     | -            |
| 1983-1984 | Primera Catalana                |       | -            |
| 1984-1985 | Tercera División                | 17e   | -            |
| 1985-1986 | Tercera División                | 1er   | -            |
| 1986-1987 | Tercera División                | 2e    | 1er tour     |
| 1987-1988 | Segunda División B              | 1er   | 1er tour     |
| 1988-1989 | Segunda División                | 20e   | 2e tour      |
| 1989-1990 | Segunda División B              | 3e    | 1er tour     |
| 1990-1991 | Segunda División B              | 10e   | 2e tour      |
| 1991-1992 | Segunda División B              | 19e   | 1er tour     |
| 1992-1993 | Tercera División                | 20e   | 1er tour     |
| 1993-1998 | Divisions régionales            | -     | -            |
| 1998-1999 | Segona Territorial Catalana     | 1er   | -            |
| 1999-2000 | Preferente Territorial Catalana |       | -            |
| 2003-2004 | Segona Territorial Catalana     | 1er   | -            |
| 2004-2005 | Preferente Territorial Catalana |       | -            |
| 2005-2006 | ?                               | -     | -            |
| 2006-2007 | Segona Territorial Catalana     | 1er   | -            |
| 2007-2008 | Preferente Catalana             | 18e   | -            |
| 2008-2009 | Primera Territorial Catalana    | 2e    | -            |
| 2009-2010 | Preferente Catalana             | 10e   | -            |
| 2010-2011 | Preferente Catalana             | 10e   | -            |
| 2011-2012 | Segona Territorial Catalana     | 11e   | -            |
| 2012-2013 | Segona Territorial Catalana     | 3e    | -            |
| 2013-2014 | Segona Territorial Catalana     | 1er   | -            |
| 2014-2015 | Primera Territorial Catalana    | 12e   | -            |

Bilan :
- 1 saison en Segunda División (D2)
- 4 saisons en Segunda División B (D3)
- 4 saisons en Tercera División (D4)